# Giải thưởng Âm nhạc Nhật Bản 2025
Giải thưởng Âm nhạc Nhật Bản 2025 là một lễ trao giải thưởng âm nhạc do Hiệp hội Xúc tiến Công nghiệp Văn hóa và Giải trí Nhật Bản (CEIPA) tổ chức. Đây là lần đầu tiên lễ trao giải được tổ chức, buổi lễ được diễn ra trong hai ngày, từ ngày 21 đến ngày 22 tháng 5 năm 2025 tại Nhà hát Rohm, Kyoto.
Trong hai ngày diễn ra lễ trao giải, ba nữ nghệ sĩ sẽ đảm nhiệm vai trò dẫn chương trình cho ngày đầu tiên của buổi lễ, gồm: Igeta Hiroe, Mori Kasumi và Yanaka Atsushi. Nam diễn viên kiêm ca sĩ Suda Masaki sẽ là người dẫn chương trình cho ngày thứ hai diễn ra buổi lễ. Đài Truyền hình Quốc gia Nhật Bản NHK thông báo rằng họ sẽ phát sóng trực tiếp ngày thứ hai của lễ trao giải, trong khi cả hai ngày diễn ra sự kiện sẽ được phát trực tiếp trên nền tảng YouTube.
Lễ trao giải nhằm vinh danh các ca khúc, album và nghệ sĩ được đánh giá là có tính sáng tạo và xuất sắc về mặt âm nhạc, trong đó bao gồm các tác phẩm và nghệ sĩ đã lọt vào các bảng xếp hạng âm nhạc trong khoảng thời gian từ ngày 5 tháng 2 năm 2024 đến ngày 26 tháng 1 năm 2025. Nam ca sĩ kiêm nhạc sĩ Kaze Fujii nhận được lượng đề cử nhiều nhất với 17 đề cử, theo sau là bộ đôi nghệ sĩ nhạc hip-hop Creepy Nuts với 16 đề cử, bộ đôi nghệ sĩ nhạc pop Yoasobi với 14 đề cử và ban nhạc pop-rock Mrs. Green Apple với 13 đề cử. Creepy Nuts trở thành nhóm nhạc giành được nhiều giải thưởng nhất với 9 giải.

## Buổi giới thiệu và Tuần lễ Âm nhạc MAJ
Vào tháng 1 năm 2025, CEIPA đã công bố rằng họ sẽ tổ chức một buổi hòa nhạc với sự tham gia của ca sĩ người Nhật Bản Ado, nhóm nhạc nữ Atarashii Gakko! và ban nhạc Yoasobi. Buổi hòa nhạc được diễn ra tại Nhà hát Peacock ở Los Angeles, California vào ngày 16 tháng 3 năm 2025. Đây là buổi biểu diễn đầu tiên được tổ chức trước thềm lễ trao giải.
Từ ngày 17 đến 23 tháng 5 năm 2025, Tuần lễ Âm nhạc MAJ sẽ chính thức diễn ra. Tuần lễ âm nhạc là một trong những hoạt động nằm trong khuôn khổ của lễ trao giải, trong đó bao gồm chuỗi các hội nghị, hội thảo chuyên đề và những buổi hòa nhạc. Ngày thứ hai diễn ra buổi lễ sẽ được truyền hình trực tiếp trên kênh NHK General TV, đồng thời toàn bộ hai ngày diễn ra sự kiện cũng sẽ được phát trực tiếp trên nền tảng YouTube.

## Quy trình đề cử
Một hệ thống tự động sẽ tạo ra danh sách các nghệ sĩ và tác phẩm đủ điều kiện dựa trên những thông tin, dữ liệu của những bảng xếp hạng hay chỉ số từ Oricon, Billboard Japan, GfK Japan, Luminate, Usen, Daiichi Kosho Company, JASRAC cùng một số đơn vị khác. Để đủ điều kiện nhận đề cử, các nghệ sĩ phải phát hành ít nhất một sản phẩm âm nhạc trong khoảng thời gian từ ngày 29 tháng 1 năm 2024 đến 26 tháng 1 năm 2025.

## Giải thưởng và đề cử
Danh sách đề cử cho 50 hạng mục đã được công bố vào ngày 17 tháng 4 năm 2025. Riêng đề cử cho hạng mục "Ca khúc karaoke của năm" được công bố riêng. Giải thưởng "Ca khúc Enka/Kayōkyoku xuất sắc nhất" được công bố vào ngày 19 tháng 5, trước thềm lễ trao giải. Các giải thưởng chính và giải phụ được công bố lần lượt vào ngày 21 và 22 tháng 5.

### Hạng mục chính
| Album của năm | Nghệ sĩ của năm |
| --- | --- |
| - Kaze Fujii – Love All Serve All - Mrs. Green Apple – Antenna - Yonezu Kenshi – Lost Corner - Vaundy – Replica - Utada Hikaru – Science Fiction                                  | - Mrs. Green Apple - Creepy Nuts - Kaze Fujii - Vaundy - Yoasobi |
| Bài hát của năm | Nghệ sĩ tân binh của năm |
| - Creepy Nuts – "Bling-Bang-Bang-Born" - Rosé kết hợp với Bruno Mars – "Apt." - Yoasobi – "Idol" - Kaze Fujii – "Michiteyuku" - Mrs. Green Apple – "Lilac"                        | - Tuki - Fruits Zipper - Number_i - Omoinotake - Kocchi no Kento |
| Top Global Hit from Japan | Ca khúc châu Á xuất sắc nhất |
| - Yoasobi – "Idol" - Lotus Juice và Takahashi Azumi – "It's Going Down Now" - XG – "Woke Up" - Kaze Fujii – "Shinunoga E-Wa" - Matsubara Miki – "Mayonaka no Door (Stay with Me)" | - Aespa – "Supernova" (Hàn Quốc) - Bernadya – "Satu Bulan" (Indonesia) - Regina Song – "The Cutest Pair" (Singapore) - Plave – "Way 4 Luv" (Hàn Quốc) - Jeff Satur – "Ghost" (Thái Lan) |

### Hạng mục phụ
| Ca khúc Nhật Bản xuất sắc nhất | Ca khúc Nhật Bản hàng đầu ở châu Á |
| --- | --- |
| - Creepy Nuts – "Bling-Bang-Bang-Born" - Yoasobi – "Idol" - Yonezu Kenshi – "Sayonara, Mata Itsuka!" - Kaze Fujii – "Michiteyuku" - Mrs. Green Apple – "Lilac" | - Yonezu Kenshi – "Lemon" - Creepy Nuts – "Bling-Bang-Bang-Born" - Imase – "Night Dancer" - Yoasobi – "Idol" - Yuuri – "Betelgeuse" |
| Ca khúc Nhật Bản hàng đầu ở châu Âu | Ca khúc Nhật Bản hàng đầu ở Mỹ Latinh |
| - Creepy Nuts – "Bling-Bang-Bang-Born" - Yonezu Kenshi – "Kick Back" - Teriyaki Boyz – "Tokyo Drift (Fast & Furious)" - King Gnu – "Specialz" - Yoasobi – "Idol" | - Creepy Nuts – "Bling-Bang-Bang-Born" - Imase – "Night Dancer" - King Gnu – "Specialz" - Yoasobi – "Idol" - Matsubara Miki – "Mayonaka no Door (Stay with Me)" |
| Ca khúc Nhật Bản hàng đầu ở Bắc Mỹ | Ca khúc J-Rock xuất sắc nhất |
| - Creepy Nuts – "Bling-Bang-Bang-Born" - Lotus Juice và Takahashi Azumi – "It's Going Down Now" - Yonezu Kenshi – "Kick Back" - King Gnu – "Specialz" - Matsubara Miki – "Mayonaka no Door (Stay with Me)" | - King Gnu – "Specialz" - Omoinotake – "Ikuokukonen" - Vaundy – "Kaijū no Hanauta" - 10-Feet – "Dai Zero-kan" - Mrs. Green Apple – "Lilac" |
| Ca khúc Hip Hop/Rap Nhật Bản xuất sắc nhất | Ca khúc R&B/Đương đại Nhật Bản xuất sắc nhất |
| - Creepy Nuts – "Bling-Bang-Bang-Born" - Chanmina – "B-List" - XG – "Woke Up" - Ozawa Kenji kết hợp với Scha Dara Parr – "Konya wa Boogie Back" - Chiba Yuki – "Team Tomodachi" | - Utada Hikaru – "Automatic" - Utada Hikaru – "First Love" - Ayumu Imazu – "Obsessed" - Tatsuro Yamashita – "Ride on Time" - Ai – "Story" - Kaze Fujii – "Kirari" - Kaze Fujii – "Shinunoga E-Wa" - Kaze Fujii – "Hana" - Kaze Fujii – "Michiteyuku" - Chanmina – "Harenchi" |
| Ca khúc Dance Pop Nhật Bản xuất sắc nhất | Ca khúc Alternative Nhật Bản xuất sắc nhất |
| - Creepy Nuts – "Bling-Bang-Bang-Born" - Da-ice – "I Wonder" - Yoasobi – "Idol" - Atarashii Gakko! – "Otonablue" - Ado – "Show" | - Hitsujibungaku – "More Than Words" - Hitsujibungaku – "Burning" - Tomoo – "Present" - Rikon Densetsu – "Love Is More Mellow" - Rikon Densetsu – "Honjitsu no Osusume" - Mega Shinnosuke – "Ai to U" - Jo0ji – "Worksong" |
| Ca khúc của ca sĩ–nhạc sĩ Nhật Bản xuất sắc nhất | Ca khúc Enka/Kayōkyoku xuất sắc nhất |
| - Vaundy – "Kaijū no Hanauta" - Yonezu Kenshi – "Sayonara, Mata Itsuka!" - Tuki – "Bansanka" - Aimyon – "Marigold" - Kaze Fujii – "Michiteyuku" | - Yamauchi Keisuke – "Kurenai no Chō"' - Shinhama Leon – "Subete Ageyō" - Show-Wa – "Kimi no Ōji-sama" - Junretsu – "Yume Mita Kajitsu" - Matsuri – "Aventure Naka Meguro" |
| Ca khúc anime xuất sắc nhất | Ca khúc gắn liền với văn hóa thần tượng xuất sắc nhất |
| - Yoasobi – "Idol" - Creepy Nuts – "Bling-Bang-Bang-Born" - Ado – "Show" - 10-Feet – "Dai Zero-kan" - Mrs. Green Apple – "Lilac" | - Fruits Zipper – "Watashi no Ichiban Kawaii Tokoro" - Arashi – "Love So Sweet" - Snow Man – "Love Trigger" - Cutie Street – "Kawaii Dake ja Dame Desu ka?" - Chō Tokimeki Sendenbu – "Saijōkyū ni Kawaii no!" |
| Ca khúc tái phát hành xuất sắc nhất | Ca khúc hợp tác xuyên biên giới xuất sắc nhất |
| - Ohtaki Eiichi – "Peppermint Blue" - Kiroro – "Best Friend" - Utada Hikaru – "Hikari" - Nishida Toshiyuki – "Moshi mo Piano ga Hiketa nara" - Asian Kung-Fu Generation – "Rewrite" | - Kaze Fujii (sản xuất bởi A. G. Cook) – "Feelin' Good" - One Ok Rock kết hợp với Dan Lancaster (sản xuất bởi Rob Cavallo) – "Delusion:All" - Megan Thee Stallion kết hợp với Chiba Yuki – "Mamushi" - Babymetal kết hợp với Electric Callboy – "Ratatata" - Utada Hikaru (sản xuất bởi A. G. Cook) – "Naniiro de mo Nai Hana" |
| Ca khúc không lời xuất sắc nhất | Ca khúc văn hóa Vocaloid xuất sắc nhất |
| - Nujabes – "Aruarian Dance" - Jazztronik – "Evoke" - Special Others – "Good Song" - Ovall – "Stargazer" - Cho Co Pa Co Cho Co Quin Quin – "Chichibu" | - Kurousa-P – "Senbonzakura" - Haraguchi Sasuke – "Igaku" - Yasei Yoshida – "Override" - Hiiragi Magnetite – "Tetris" - Satsuki – "Mesmerizer" |
| MV ca nhạc xuất sắc nhất | Màn trình diễn vũ đạo xuất sắc nhất |
| - Yoasobi – "Idol" - Creepy Nuts – "Bling-Bang-Bang-Born" - Kocchi no Kento – "Hai Yorokonde" - Kaze Fujii – "Michiteyuku" - Mrs. Green Apple – "Lilac" | - Atarashii Gakko! – "Otonablue" - Number_i – "GOAT" - Sekai no Owari – "Habit" - Da-ice – "I Wonder" - Be:First – "Masterplan" |
| Ca khúc viral xuất sắc nhất | Ca khúc Dance/Electronic xuất sắc nhất |
| - Creepy Nuts – "Bling-Bang-Bang-Born" - Yoasobi – "Idol" - Cutie Street – "Kawaii Dake ja Dame Desu ka?" - Chō Tokimeki Sendenbu – "Saijōkyū ni Kawaii no!" - Kocchi no Kento – "Hai Yorokonde" | - Wednesday Campanella – "Edison" - Testset – "Moneyman" - Chari Chari – "Of Mystic Rhythms (Psychic Thermometry mix)" - Tei Tōwa kết hợp với Takkyu Ishino – "Typical!" - Denki Groove – "Denki Groove 34 Shūnen no Uta" |
| Album nhạc Jazz xuất sắc nhất | Album nhạc cổ điển xuất sắc nhất |
| - Yano Akiko và Uehara Hiromi – Step Into Paradise — Live in Tokyo - Makoto Ozone – Day 1 - Watanabe Sadao – Peace - Matsuda Seiko – Seiko Jazz 3 - Ovall – Still Water | - Sakamoto Ryūichi – Opus - Tsujii Nobuyuki – The Best - Kadono Hayato – Human Paradise - Joe Hisaishi – A Symphonic Celebration – Music from the Studio Ghibli Films of Hayao Miyazaki - Fujiko Hemming – Kiseki no Campanella |
| DJ xuất sắc nhất | Nghệ sĩ nhạc Nhật xuất sắc nhất |
| - DJ Nobu - Dazzle Drums - DJ Koco - Okadada - Yōsuke Yukimatsu | - Mrs. Green Apple - Vaundy - Yoasobi - Kaze Fujii - Yonezu Kenshi |
| Nghệ sĩ J-Rock xuất sắc nhất | Nghệ sĩ Hip Hop/Rap Nhật Bản xuất sắc nhất |
| - King Gnu - Mrs. Green Apple - Official Hige Dvàism - One Ok Rock - Vaundy | - Creepy Nuts - Awich - XG - Chiba Yuki - Chanmina |
| Nghệ sĩ R&B/Đương đại Nhật Bản xuất sắc nhất | Nghệ sĩ Dance Pop Nhật Bản xuất sắc nhất |
| - Utada Hikaru - Chanmina - Kaze Fujii - Gen Hoshino - Tatsuro Yamashita | - Atarashii Gakko! - Be:First - Creepy Nuts - Mrs. Green Apple - Yoasobi |
| Nghệ sĩ Alternative Nhật Bản xuất sắc nhất | Nhóm/Nghệ sĩ thần tượng xuất sắc nhất |
| - Hitsujibungaku - Kroi - Rikon Densetsu - Tomoo - Toki Asako | - Snow Man - Cutie Street - Fruits Zipper - NiziU - Nogizaka46 |
| Ca sĩ–nhạc sĩ Nhật Bản xuất sắc nhất | |
| - Kaze Fujii - Aimyon - Utada Hikaru - Vaundy - Yonezu Kenshi | |
| Ca khúc nhạc rock quốc tế xuất sắc nhất ở Nhật Bản | Ca khúc Alternative quốc tế xuất sắc nhất ở Nhật Bản |
| - Coldplay – "Feelslikeimfallinginlove" - Green Day – "The American Dream Is Killing Me" - Linkin Park – "The Emptiness Machine" - Post Malone kết hợp với Morgan Wallen – "I Had Some Help" - Bon Jovi – "Legendary" | - Billie Eilish – "Birds of a Feather" - Billie Eilish – "Chihiro" - Billie Eilish – "Lunch" - Vampire Weekend – "Classical" - Ginger Root – "No Problems" - Keshi – "Say" - Mina Okabe – "Strong" |
| Ca khúc Hip Hop/Rap quốc tế xuất sắc nhất ở Nhật Bản | Ca khúc R&B/Đương đại quốc tế xuất sắc nhất ở Nhật Bản |
| - Kendrick Lamar – "Not Like Us" - Snoop Dogg kết hợp với Sting – "Another Part of Me" - Kendrick Lamar kết hợp với SZA – "Luther" - Megan Thee Stallion kết hợp với Chiba Yuki – "Mamushi" - Eminem, Big Sean và Babytron – "Tobey" | - Ariana Grande – "We Can't Be Friends (Wait for Your Love)" - The Weeknd – "Dancing in the Flames" - Norah Jones – "Running" - SZA – "Saturn" - Beyoncé – "Texas Hold 'Em" |
| Ca khúc nhạc pop quốc tế xuất sắc nhất ở Nhật Bản | Ca khúc K-Pop xuất sắc nhất ở Nhật Bản |
| - Rosé kết hợp với Bruno Mars – "Apt." - Lady Gaga kết hợp với Bruno Mars – "Die with a Smile" - Sabrina Carpenter – "Espresso" - Taylor Swift kết hợp với Post Malone – "Fortnight" - Beyoncé – "Texas Hold 'Em" | - NewJeans – "Ditto" - BTS – "Dynamite" - Illit – "Magnetic" - Le Sserafim – "Perfect Night" - NewJeans – "Supernatural" - Aespa – "Supernova" - Aespa – "Whiplash" |
| Giải thưởng Đặc biệt: Âm nhạc đại chúng Trung Quốc | Giải thưởng Đặc biệt: Âm nhạc đại chúng Indonesia |
| - Châu Thâm – "Shao Guan Wo" | - Salma Salsabil – "Bunga Hati" |
| Giải thưởng Đặc biệt: Âm nhạc đại chúng Hàn Quốc | Giải thưởng Đặc biệt: Âm nhạc đại chúng Philippine |
| - Seventeen – "God of Music" | - Lola Amour – "Raining in Manila" |
| Giải thưởng Đặc biệt: Âm nhạc đại chúng Thái Lan | Giải thưởng Đặc biệt: Âm nhạc đại chúng Việt Nam |
| - Jeff Satur – "Ghost" | - Tùng Dương – "Tái Sinh" |
| Ca khúc Karaoke của năm: J-Pop | Ca khúc Karaoke của năm: Enka/Kayōkyoku |
| - Mrs. Green Apple – "Lilac" - Creepy Nuts – "Bling-Bang-Bang-Born" - Mrs. Green Apple – "Que Sera Sera" - Omoinotake – "Ikuokukonen" - Tuki – "Bansanka" | - Yoshimi Tendo – "Shōwa Katagi" - Kosui Iwamoto – "Taki no Renka" - Natsumi Kawano – "Kita no Renjōka" - Naoki Sanada – "246" - Junko Akimoto – "Hitorigoto" |
| Giải thưởng Đặc biệt: Oshi-Katsu Request Artist of the Year | Giải thưởng Đặc biệt: Radio Best Radio-Break Song |
| - Number_i - Be:First - INI - JO1 - King & Prince - NiziU - SB19 - Tomorrow X Together - V - Sakurazaka46 | - Rikon Densetsu – "Love Is More Mellow" - Hitsujibungaku – "More Than Words" - Omoinotake – "Ikuokukonen" - Retroriron – "Asedō" - Jo0ji – "Dasa" |
| Ca khúc của năm dành cho nhà sáng tạo | Giải thưởng danh dự về công nghệ âm nhạc |
| - Ayase – "Idol" của Yoasobi | - Association of Musical Electronics Industry |
| Buổi biểu diễn trực tiếp có lượng khán giả đông nhất | MAJ Timeless Echo |
| - West | - Eikichi Yazawa |
| Grand Prix Engineer | |
| - Katsutoshi Kitamura và Eiji Uchinuma – Mixer's Lab Sound Series Vol.4's "Chiisana Hana" by Kenichi Tsunoda Big Band - Toshiyasu Shiozawa và Hiroshi Satō – The Second Movement of Symphony No. 5 by Andrea Pattistoni và Tokyo Philharmonic Orchestra - Hidekazu Sakai và Hideyuki Matsuhashi – "Sweetest Tune" by Travis Japan - Kōji Suzuki – Music of the Sphere - Immersive Classics's "Metamorphosis I - For Two Pianos" by Yoshitake Hasegawa và Yukari Gotō - Toshirō Kai – Anniversary EP's "Boku Note (For 20th Anniversary with Orchestra)" by Sukima Switch | |
| Best of Listeners' Choice: Japanese Song | Best of Listeners' Choice: International Song |
| - Number_i – "GOAT" - Number_i – "Bon" - Number_i – "Inzm" - Be:First – "Masterplan" - Be:First – "Blissful" - INI – "Loud" - INI – "WMDA (Where My Dreams At)" - JO1 – "Love Seeker" - NEWS – "Chankapāna" - Cutie Street – "Kawaii Dake ja Dame Desu ka?" - Kaze Fujii – "Michiteyuku" - Kaze Fujii – "Hana" - Sakurazaka46 – "Jigōjitoku" - Sakurazaka46 – "Ikutsu no Koro ni Modoritai no ka?" - Fruits Zipper – "Watashi no Ichiban Kawaii Tokoro" - NiziU – "Sweet Nonfiction" - Mrs. Green Apple – "Lilac" - Gemn – "Fatal" - MiSaMo – "New Look" - Me:I – "Click" - XG – "Woke Up" - Da-ice – "I Wonder" - Yonezu Kenshi – "Sayonara, Mata Itsuka!" - The Rampage from Exile Tribe – "24karats Gold Genesis" - King Gnu – "Specialz" - King Gnu – "Nekko" - Creepy Nuts – "Bling-Bang-Bang-Born" - Yoasobi – "Idol" - Yorushika – "Sunny" - Omoinotake – "Ikuokukonen" | - Megan Thee Stallion kết hợp với RM – "Neva Play" - Megan Thee Stallion kết hợp với Twice – "Mamushi" (remix) - Megan Thee Stallion kết hợp với Chiba Yuki – "Mamushi" - Plave – "Way 4 Luv" - Seventeen – "Shohikigen" - NewJeans – "Supernatural" - NewJeans – "How Sweet" - Rosé kết hợp với Bruno Mars – "Apt." - Lyodra – "Pesan Terakhir" - TJ Monterde – "Palagi" - Babymonster – "Drip" - Zhou Shen – "Little Joys" - Illit – "Magnetic" - Sơn Tùng M-TP – "Đừng Làm Trái Tim Anh Đau" - Aespa – "Whiplash" - Aespa – "Supernova" - Le Sserafim – "Perfect Night" - Le Sserafim – "Crazy" - Lady Gaga kết hợp với Bruno Mars – "Die with a Smile" - Maki – "Dilaw" - Taylor Swift kết hợp với Post Malone – "Fortnight" - Ernie Zakri – "Masing Masing" - Sabrina Carpenter – "Espresso" - Kendrick Lamar – "Not Like Us" - Ginger Root – "No Problems" - Bernadya – "Satu Bulan" - Gracie Abrams – "That's So True" - Kendrick Lamar kết hợp với SZA – "Luther" - OneRepublic – "Nobody" - Jeff Satur – "Ghost" |

## Biểu diễn

### 21 tháng 5: Lễ khai mạc
| Nghệ sĩ        | (Các) Ca khúc      |
| -------------- | ------------------ |
| The Spellbound | "Kick It Out"      |
| Leo            | "Thousand Knives"  |
| Show-Go        | Trình diễn beatbox |
| Ueno Kōhei     | "Uno Ueno"         |

### 22 tháng 5: Lễ trao giải chính
| Nghệ sĩ            | (Các) Ca khúc                                     |
| ------------------ | ------------------------------------------------- |
| Nhiều nghệ sĩ      | "Rydeen Reoot"                                    |
| Yoasobi            | "Players"                                         |
| Creepy Nuts        | "Bling-Bang-Bang-Born"                            |
| Chanmina           | "Harenchi" "King" "Bijin" "Work Hard"             |
| Utada Hikaru       | "Electricity" (được ghi hình trước)               |
| Yazawa Eikichi     | "It's Up to You!" "Tomaranai Ha-Ha" "Yes My Love" |
| Kaze Fujii         | "Michiteyuku"                                     |
| Ai Awich           | "Not So Different" (remix)                        |
| Awich              | "Butcher Shop"                                    |
| Awich Ai Nene Mari | "Bad Bitch Bigaku" (remix)                        |
| Mrs. Green Apple   | "Darling"                                         |